# 10tトラック (自衛隊)
10tトラック（じっトントラック）は、陸上自衛隊が1950年代から1960年代初期にかけて運用していた積載量10トンのトラックである。このクラスは自衛隊で使用された他の大型トラックとは異なり、ダンプカーとコンクリートミキサー車のみの限定的な採用だった。製造元は民生デイゼル工業（現UDトラックス）

## 概要
本来は、民生デイゼル工業が民間向けに1953年（昭和28年）から販売を開始したTZ10ダンプカーである。全長が短く高さがあるKD3型2サイクル・ガソリンエンジン (90hp) を搭載していたため、高い運転席に短いボンネットという特異なスタイルとなっていた。その結果、荷台部分を大型化することができ、積載量の増加にもつながっている。荷台が後部に傾斜する一般的なタイプのほか、車体側面に傾斜するタイプが存在したのも大きな特徴である。足回りは、この種の大型トラックには珍しく4×2となっていた。
自衛隊では、当時不足していた大型トラックの補完として少数を導入したものの、本格的な採用はされなかった。その理由としては、当時の民生デイゼルが全輪駆動車を生産していなかったことや、同社が関係を深めていた日産自動車が3/4tトラックを納入していたため、自衛隊が配慮したことなどが考えられる。
なお、コンクリートミキサー車仕様であるTN93も極少数が自衛隊で使用されている。